# John Galbraith Gill
John Galbraith Gill, britanski general, * 6. april 1889, † 1981.